# Campionati del mondo di ciclismo su strada 2019 - Gara in linea maschile Under-23
La gara in linea maschile Under-23 dei Campionati del mondo di ciclismo su strada 2018 si svolse il 27 settembre 2019 nel Regno Unito, con partenza da Doncaster ed arrivo ad Harrogate, su un percorso di 173,0 km. L'italiano Samuele Battistella vinse la gara con il tempo di 3h53'52" alla media di 44,025 km/h, argento allo svizzero Stefan Bissegger e a completare il podio il britannico Thomas Pidcock.
Presenti alla partenza 158 ciclisti, di cui 113 conclusero la gara.

## Squadre partecipanti
| N.     | Cod. | Squadra       |
| ------ | ---- | ------------- |
| 1-5    | SUI  | Svizzera      |
| 6-11   | NOR  | Norvegia      |
| 12-17  | ITA  | Italia        |
| 18-23  | BEL  | Belgio        |
| 24-29  | DEN  | Danimarca     |
| 30-35  | FRA  | Francia       |
| 36-40  | GER  | Germania      |
| 41-45  | NED  | Paesi Bassi   |
| 46-50  | GBR  | Gran Bretagna |
| 46-54  | ESP  | Spagna        |
| 55-58  | ERI  | Eritrea       |
| 59-63  | SLO  | Slovenia      |
| 64-68  | LUX  | Lussemburgo   |
| 69-72  | COL  | Colombia      |
| 73-76  | PRT  | Portogallo    |
| 77-80  | AUT  | Austria       |
| 81-83  | KAZ  | Kazakistan    |
| 84-86  | EST  | Estonia       |
| 87-89  | JPN  | Giappone      |
| 90-92  | CZE  | Cechia        |
| 93-97  | AUS  | Australia     |
| 98-102 | HUN  | Ungheria      |

| N.      | Cod. | Squadra           |
| ------- | ---- | ----------------- |
| 103-104 | RWA  | Ruanda            |
| 105-107 | NZL  | Nuova Zelanda     |
| 108-110 | CHI  | Cile              |
| 111     | IRL  | Irlanda           |
| 112-115 | RUS  | Russia            |
| 116-120 | USA  | Stati Uniti       |
| 121-125 | POL  | Polonia           |
| 126     | HON  | Honduras          |
| 127-128 | ARG  | Argentina         |
| 129     | BUR  | Burkina Faso      |
| 130     | TTO  | Trinidad e Tobago |
| 131     | LTU  | Lituania          |
| 132     | BLR  | Bulgaria          |
| 133     | FIN  | Finlandia         |
| 134-137 | SWE  | Svezia            |
| 138-140 | SVK  | Slovacchia        |
| 141     | CHN  | Cina              |
| 142-143 | SRB  | Serbia            |
| 144-146 | RSA  | Sud Africa        |
| 147-148 | ROU  | Romania           |
| 149-152 | CAN  | Canada            |
| 153     | AIA  | Anguilla          |

## Ordine d'arrivo (Top 10)
| Pos. | Corridore           | Squadra       | Tempo    |
| ---- | ------------------- | ------------- | -------- |
| 1    | Samuele Battistella | Italia        | 3h53'52" |
| 2    | Stefan Bissegger    | Svizzera      | s.t.     |
| 3    | Thomas Pidcock      | Gran Bretagna | s.t.     |
| 4    | Sergio Higuita      | Colombia      | s.t.     |
| 5    | Andreas Kron        | Danimarca     | s.t.     |
| 6    | Tobias Foss         | Norvegia      | s.t.     |
| 7    | Pascal Eenkhoorn    | Paesi Bassi   | a 38"    |
| 8    | Mikkel Bjerg        | Danimarca     | s.t.     |
| 9    | Mathieu Burgaudeau  | Francia       | s.t.     |
| 10   | Torjus Sleen        | Norvegia      | s.t.     |